# 张建封
張建封（735年—800年），字本立，鄧州向城縣人，唐朝軍事人物。張玠之子。
寓居兗州瑕丘縣。喜欢读书，能辩论，唐代宗時，李光弼进讨苏常盗匪，建封自請前去招安，一日降数千人。德宗时，官至寿州刺史，李希烈反叛，派部下杨峰赏赐淮南节度使陈少游和张建封，张建封却腰斩之。李希烈又派部将杜少诚攻打寿州，建封令其将贺兰元均、邵怡等守霍丘秋栅，叛軍无所克获而去。建封因抗敵有功，宰相李泌建議擢升建封為徐、泗、濠节度使，鎮守徐州，以保護運道咽喉汴水甬橋，與馬燧友善。贞元四年建封開始镇守徐州，前后长达十余年。唐德宗有《送徐州张建封还镇》詩。
建封能“礼贤下士”，贞元九年孟郊考試落第，韩愈尝荐孟郊于张建封，贞元十五年秋，又聘韩愈入幕。贞元十六年卒于徐州任上，年六十六岁。墓位于河南省孟州市西8公里西虢镇西窑村北。
子张愔，為徐州燕子樓女主人公關盼盼的夫君。元白唱和時，白居易云：“燕子樓中霜月夜，秋來只為一人長”。北宋蘇軾對其有“燕子樓空，佳人何在”的演繹。

## 延伸阅读
[在维基数据编辑]
 《舊唐書·卷140》，出自刘昫《舊唐書》
 《新唐書·卷158》，出自《新唐書》